# Al-Qaeda na Península Arábica

O Estandarte Negro, utilizado pela Al-Qaeda da Península Arábica por ser a bandeira do Jihad (o esforço e a luta dos islâmicos).

Al-Qaeda na Península Arábica (AQPA; em árabe: تنظيم القاعدة في جزيرة العرب, Tanẓīm al-Qā‘idah fī Jazīrat al-‘Arab; تنظيم قاعدة الجهاد في جزيرة العرب, Tanẓīm Qā‘idat al-Jihād fī Jazīrat al-‘Arab), também conhecida como Ansar al-Sharia (em árabe: جماعة أنصار الشريعة,  Jamā‘at Anṣār ash-Sharī‘ah) ou ainda Al-Qaeda do Iêmen, é uma organização militante islâmica operante principalmente no Iêmen e Arábia Saudita, que iniciou suas atividades em 2009.
Subordinada à rede Al-Qaeda, já chegou a ser considerado o seu ramo mais ativo desde o enfraquecimento da sua liderança central.
É também tido como uma organização terrorista pelas Nações Unidas e países como Arábia Saudita, Emirados Árabes Unidos, Iêmen, Irã, Síria, Austrália, Canadá, Rússia, Estados Unidos e ainda a União Europeia.